# Decenturion
Decenturion于2018年6月4日成立，是一个基于区块链技术的分散式国家，其政府组织形式为直接民主制，不设立总统、主席或其他主要管理机构。其经济、管理和通讯等均建立在区块链之上。截至2018年8月，该国家共有25万名公民。

## 基本架构
Decenturion的基本架构是公民个人及其活动，建立在区块链上的公民互动环境，而他们的各个形式的、单独或集体的活动保障其生存。

## 获取国籍
Decenturion和公民之间的关系通过智能合约调节，注册用户激活护照即可成为该国公民。

## 外部連接
- Decenturion.官网.

## 延伸阅读
- The First Blockchain-Based State: Decenturion.The Coinage Times.October 24, 2018.
- Mysterious blockchain-based state leaves serious questions unanswered（页面存档备份，存于）.Mashable.May 15, 2018.